# Еріка (футболістка)
Еріка Крістіано дос Сантос або Еріка (порт.-браз. Érika Cristiano dos Santos / Érika; нар. 5 лютого 1988, Сан-Паулу, Бразилія) — бразильська футболістка, універсал клубу «Корінтіанс» та національної збірної Бразилії. Виступала на позиції нападниці за юнацькі команди на клубному рівні, але в національній команді грає або центральну захисницю, або опорну півзахисницю. У складі збірної Бразилії стала срібною призеркою Літніх олімпійських ігор 2008 року в Пекіні, також виступала на чемпіонаті світу 2011 року, Олімпійських іграх 2012 року в Лондоні, Олімпійських іграх 2016 року в Ріо та Олімпійських іграх 2020 року в Токіо.
На клубному рівні Еріка насолоджувалася трьома успішними сезонами з «Сантусом» й постраждала, коли чоловічий клуб вирішив розпустити жіночу секцію у 2012 році. Вона також провела сезон 2009 року в складі представника Women's Professional Soccer (WPS) «Голд Прайд». Після розформування Сантуса Еріка та ще дев’ять колишніх гравчинь вищевказаного клубу погодилися приєднатися до «Сентру Олімпіку». З 2015 по 2018 рік виступала за «Парі Сен-Жермен», перш ніж повернутися до Бразилії та приєднатися до «Корінтіанса».

## Клубна кар'єра
У шість років Еріка стала першою ученицею футбольної школи Марселінью Каріока. Потім вона виступала за футзальний клуб «Ассосіасу Себесп», де правила були змінені, щоб дозволити їй змагатися з дорослими у віці 12 років. Мати Еріки влаштувала її в клубі «Жувентус», де вона почала грати на відкритому повітрі і швидко привернула увагу селекціонерів молодіжної національної збірної та провідного жіночого клубу «Сантус». З Сантусом Еріка виграла Лігу Пауліста в 2007 році та кубок Бразилії в 2008 року.
На міжнародному драфті WPS 2008 року Еріку обрала команда «Голд Прайд», команда з нового Women's Professional Soccer з Санта-Клари, Каліфорнія. Помічницею тренера команди була Сіссі, співвітчизниця й наставниця Еріки. Після участі в семи матчах «Голд Прайда» протягом 2009 року, Еріка стала вільною агенткою наприкінці сезону з ініціативи тренерки Альбертин Монтої.
Вона повернулася в «Сантус» і була частиною команди-переможниці жіночого кубку Лібертадорес в листопаді 2009 року, двічі забивши у фінальному переможному (9:0) поєдинку проти парагвайського УАА. Наступного місяця «Сантус» завоював Кубок Бразилії, перемігши у фіналі «Ботукату» з рахунком (3:0) на муніципальному стадіоні Паулу Машаду ді Карвалью.
На початку 2012 року рада директорів Сантуса розформувала жіночу секцію, щоб заощадити гроші після того, як клуб надав своєму гравцеві Неймару новий величезний контракт. Еріка була здивована й ображена таким рішенням. Вона заплакала під час анонсованої пресконференції та публічно обміркувала пропозицію про контракт від південнокорейського клубу.
За сприяння Неймара Еріка та звільнені гравці «Сантуса» домовилисяи близько 1 500 000 доларів спонсорських коштів. Але правління «Сантуса» відмовилося скасувати власне рішення, стверджуючи, що жіноча команда коштує 2 мільйони доларів на рік, і вона не приносить фінансових прибутків. Натомість десять гравчинь, включаючи Еріку, перейшли до «Сентру Олімпіку».
Наприкінці 2013 року Еріка отримала травму передньої хрестоподібної зв’язки, яка залишила її поза футболом на термін близько десяти місяців, до вересня 2014 року. У серпні 2015 року Еріка та співвітчизниця Крістіан здійснили подвійний трансфер до претенденток на перемогу в жіночій Лізі чемпіонів УЄФА французький «Парі Сен-Жермен». Обидві були включені до символічної збірної сезону Французької футбольної федерації 2015/16. У січні 2017 року «Парі Сен-Жермен» погодився звільнити Еріку від останніх шести місяців контракту, оскільки вона повернулася до Бразилії для відновлення від травми.
У липні 2017 року, одужавши, вона погодилася повернутися в «ПСЖ» за новим річним контрактом. Вона зіграла 20 матчів у сезоні 2017/18 років, включаючи фінальну перемогу (1:0) жіночого Кубку Франції проти «Ліону». Після закінчення контракту повернулася до Бразилії для операції на кісті яєчника. Вона мала пропозицію від китайського клубу, але вважала за краще залишатися поруч із сім'єю після трьох років відсутності. Еріка прийняла пропозицію приєднатися до «Коринтіанса» й відзначила «гігантську еволюцію» бразильського клубного футболу з моменту її переїзду до Франції.

## Кар'єра в збірній
У 15 років Еріка грала за Бразилію на молодіжному чемпіонаті світу (U-19) 2004 року. Вона також брала участь у розіграшу вищевказаного турніру в сезоні 2006 року, в якому команди U-20 реорганізувалися в U-19, але Бразилія все ж посіла третє місце. Все ще маючи право на участь у молодіжному жіночому чемпіонаті світу 2008 року, Еріка відзначилася двома голами, в якому Бразилія дійшла до чвертьфіналу, а гравчиня потрапила до команди Усіх зірок турніру. З-ма голами розділила звання найкращої бомбардирки молодіжного чемпіонату Південної Америки, який служив кваліфікаційним турніром.

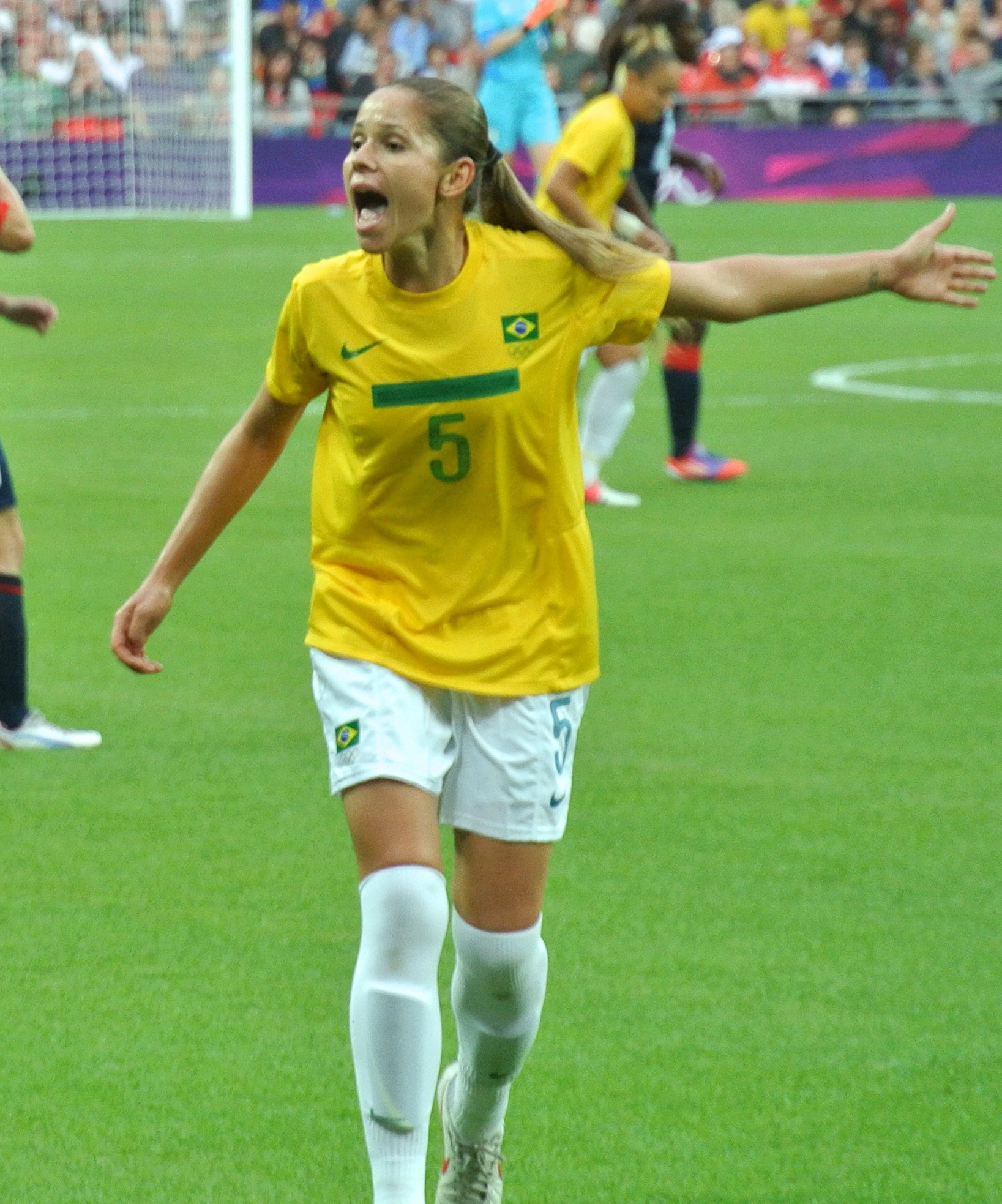
Еріка на Олімпіаді 2012 року.

У листопаді 2006 року Еріка дебютувала за національну збірну Бразилії у переможному (6:1) поєдинку чемпіонату Південної Америки проти Болівії на стадіоні Хосе Марія Мінелья в Мар-дель-Платі. За два дні допочатку Панамериканських ігор 2007 року її відзаявили зі збірної Бразилії у зв'язку з травмою гомілковостопного суглоба.
На Олімпійському футбольному турнірі 2008 року Еріка замінила Андрею Розу в центрі захисту після першого матчу. Вона залишилася в команді й отримала срібну медаль, після того як у додатковий час фінального поєдинку Бразилія поступилася (0:1) США.
У листопаді 2010 року Еріка відзначилася дебютним голом за Бразилію в переможному (5:0) поєдинку чемпіонату Південної Америки 2010 проти Колумбії, завдяки чому бразилійки кваліфікувалися до чемпіонату світу в Німеччині наступного року.
На чемпіонаті світу 2011 року Еріка відзначилася першим голом Бразилії у переможному (3:0) поєдинку проти Екваторіальної Гвінеї. Бразилія дійшла до чвертьфіналу, де в скандальному нічийному (2:2) матчі поступилася в серії післяматчевих пенальті збірній США. Американські гравці, вболівальники та засоби масової інформації були незадоволені тим, що Еріка, здається, перебільшувала травму в додатковий час, щоб затягнути на користь своєї команди цінні для американок секунди. Еріка отримала жовту картку, а потім Еббі Вамбах зрівняла рахунок у компенсований час, який суддя додав за спірну травму.
Поїхала на свій другий олімпійський футбольний турнір у Лондоні 2012 року. Інтернет-портал FIFA.com описав її як одного з ключових гравців команди. На тлі звинувачень у руйнуванні автобусної зупинки, Бразилія програла останню в групі Е гру з Великою Британією (0:1) на очах рекордної (70 584) кількості глядачів на стадіоні Вемблі. Це означало, що в 1/4 фіналу Бразилія повинна була зіграти проти переможців чемпіонату світу, Японії, які обіграли Бразилію з рахунком 2:0 на стадіоні Міленіум у Кардіффі.
Повернулася до національної збірної на «Torneio Internacional de Brasília de Futebol Feminino 2014» після майже дврічної паузи, пов'язаної з лікуваннями травм. Вона згадувала, що грала за національну збірну на всих позиціях, окрім флангів атаки, і була б рада продовжувати грати там, де це потрібно. Напередодні старту чемпіонату світу 2015 року Еріка отримала травму коліна, і її замінила в складі національної команди Рафінья.
Еріка одужала після травми й отримала виклик до складу збірної Бразилії на літні Олімпійські ігри 2016 — її третій олімпійський турнір. Виходила на поле в двох матчах, включаючи матч за бронзу, в якому господарі-бразилійки з рахунком 1:2 поступився Канаді. Еріка прибула до тренувального табору Бразилії в рамках підготовки до чемпіонату світу 2019 року з розтягненням щиколотки, а потім отримала травму литок. Її відправили з табору команди лікуватися й замінили на Даяне Лімейру.

## Статистика виступів

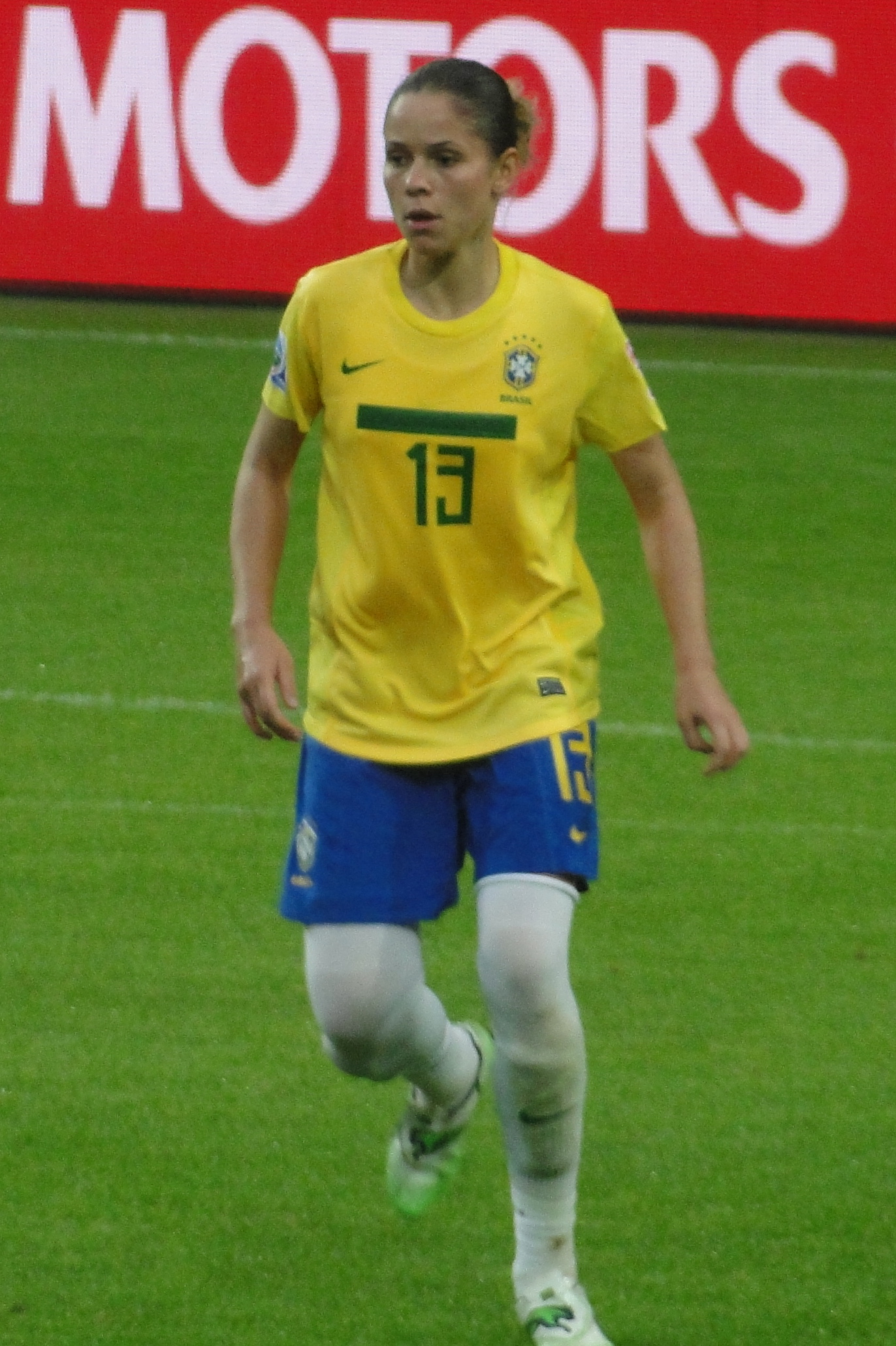
Еріка на жіночому чемпіонаті світу 2011 року.

### У збірній
Updated 30 July 2021.
| національна збірна Бразилії | національна збірна Бразилії | національна збірна Бразилії |
| Рік                         | Матчі                       | Голи                        |
| --------------------------- | --------------------------- | --------------------------- |
| 2006                        | 5                           | 0                           |
| 2007                        | 0                           | 0                           |
| 2008                        | 10                          | 1                           |
| 2009                        | 6                           | 2                           |
| 2010                        | 8                           | 1                           |
| 2011                        | 9                           | 5                           |
| 2012                        | 11                          | 1                           |
| 2013                        | 0                           | 0                           |
| 2014                        | 0                           | 0                           |
| 2015                        | 5                           | 1                           |
| 2016                        | 5                           | 0                           |
| 2017                        | 4                           | 1                           |
| 2018                        | 2                           | 2                           |
| 2019                        | 12                          | 1                           |
| 2020                        | 2                           | 1                           |
| 2021                        | 4                           | 0                           |
| Загалом                     | 83                          | 15                          |

### Голи за збірну
| Гол | Дата       | Місце                 | Суперник      | #   | Рахунок | Результат | Змагання                                   |
| --- | ---------- | --------------------- | ------------- | --- | ------- | --------- | ------------------------------------------ |
| 1   | 2008-06-15 | Сувон, Південна Корея | Італія        | 1.1 | 1-0     | 2-1       | Кубок королеви миру 2008                   |
| 2   | 2009-12-13 | Сан-Паулу, Бразилія   | Мексика       | 1.1 | 2-0     | 3-2       | Torneio Internacional 2009                 |
| 3   | 2010-11-19 | Латакунґа, Еквадор    | Колумбія      | 1.1 | 1-0     | 5-0       | Кубок Америки 2010                         |
| 4   | 2011-07-06 | Франкфурт, Німеччина  | Еквадор       | 1.1 | 1-0     | 3-0       | Чемпіонат світу 2011                       |
| 5   | 2011-12-08 | Сан-Паулу, Бразилія   | Італія        | 1.1 | 1-1     | 5-1       | Torneio Internacional 2011                 |
| 6   | 2011-12-11 | Сан-Паулу, Бразилія   | Чилі          | 1.1 | 1-0     | 4-0       | Torneio Internacional 2011                 |
| 7   | 2011-12-18 | Сан-Паулу, Бразилія   | Данія         | 2.1 | 1-1     | 2-1       | Torneio Internacional 2011                 |
| 8   | 2011-12-18 | Сан-Паулу, Бразилія   | Данія         | 2.2 | 2-1     | 2-1       | Torneio Internacional 2011                 |
| 9   | 2012-12-16 | Сан-Паулу, Бразилія   | Данія         | 1.1 | 1-0     | 2-1       | Torneio Internacional 2012                 |
| 10  | 2015-12-01 | Куяба, Бразилія       | Нова Зеландія | 1.1 | 2-1     | 5-1       | Товариський матч                           |
| 11  | 2017-11-25 | Овальє, Чилі          | Чилі          | 1.1 | 1-0     | 4-0       | Товариський матч                           |
| 12  | 2018-4-13  | Кокімбо, Чилі         | Болівія       | 2.1 | 1-0     | 7-0       | Кубок Америка 2018                         |
| 13  | 2018-4-13  | Кокімбо, Чилі         | Болівія       | 2.2 | 5-0     | 7-0       | Кубок Америка 2018                         |
| 14  | 2019-08-29 | Сан-Паулу, Бразилія   | Аргентина     | 1.1 | 4-0     | 5-0       | Міжнародний жіночий футбольний турнір 2019 |
| 15  | 2020-12-01 | Сан-Паулу, Бразилія   | Еквадор       | 1.1 | 8-0     | 8-0       | Товариський матч                           |

## Особисте життя
Еріка — відвертий прихильник жіночого футболу в Бразилії. Коли Бразилія програла Німеччині з рахунком 1:5 жіночому молодіжному чемпіонаті світу 2014 року, вона відкинула оманливе порівняння з недавньою поразкою чоловічої Бразилії від Німеччини на чемпіонаті світу 2014 року з рахунком 1:7. У критичному відкритому листі, підписаному 100 спортсменками, вона назвала Бразилію «сексистською та фанатичною країною, яка ніколи не вірила, не приймала та належним чином не інвестувала у жіночий футбол».
Однією з тренерок Еріки на молодіжному рівні була Марсінья, новатор-ветеран «Радара» та збірної Бразилії на чемпіонаті світу з футболу 1991 року.

## Досягнення

### Клубні
«Сантос»
- Кубок Меркосур
  -  Володар (1): 2006

- Ліга Насьонал
  -  Чемпіон (1): 2007

- Ліга Пауліста
  -  Чемпіон (1): 2007

- Кубок Бразилії
  -  Володар (2): 2008, 2009

- Кубок Лібертадорес
  -  Володар (1): 2009

«Фож Калатараш»
- Ліга Параненсе
  -  Чемпіон (1): 2010

«Парі Сен-Жермен»
- Кубок Франції
  -  Володар (1): 2017/18

Корінтіанс
- Серії A
  -  Чемпіон (2): 2018, 2020

- Кубок Лібертадорес
  -  Володар (1): 2019

- Ліга Пауліста
  -  Чемпіон (2): 2019, 2020

### Збірна штату Сан-Паулу
- Регіональні ігри
  -  Чемпіон (2): 2006, 2007

### Збірна Бразилії
- Молодіжний чемпіонат Південної Америки
  -  Чемпіон (2): 2006, 2008

- Літні Олімпійські ігри
  -  Срібний призер (1): 2008

- Torneio Internacional
  -  Чемпіон (4): 2009, 2011, 2012, 2014

- Кубок Америки
  -  Володар (2): 2010, 2018

- Пан-Американські ігри
  -  Чемпіон (1): 2015

- Міжнародний турнір у Йонгчуані
  -  Чемпіон (1): 2017

### Індивідуальні
- Жіноча футбольна збірна КОНМЕБОЛ за версією IFFHS 2011–2020 років[27]